# Farida Amrouche
 (octobre 2024).
Si vous disposez d'ouvrages ou d'articles de référence ou si vous connaissez des sites web de qualité traitant du thème abordé ici, merci de compléter l'article en donnant les références utiles à sa vérifiabilité et en les liant à la section « Notes et références ».
Farida Amrouche (en arabe : فريدة عمروش), est une comédienne algérienne.

## Biographie
Farida Amrouche, issue d'une famille d'artistes, est formée dans les années 60 au conservatoire algérien par Allel El Mouhib. Elle est ensuite comédienne au Théâtre national algérien, dirigé alors par Mustapha Kateb, pendant trente ans, et en 1967 elle obtient le 1er Prix d'interprétation au Festival de Timgad. Elle jouera ensuite au cinéma et à la télévision sur les deux rives de la Méditerranée, en Algérie et en France. En 1978 elle épouse le réalisateur algérien Farouk Mezouane.
Pendant la décennie noire en Algérie, dans les années 90, elle est contrainte à l'exil, après l'assassinat de nombreuses artistes. Elle se réfugie en France, ou elle effectue des petits boulots alimentaires, et intègre le Théâtre du Soleil dirigé par Ariane Mnouchkine et peut continuer ce qui l'anime par dessus tout, le théâtre.

## Théâtre

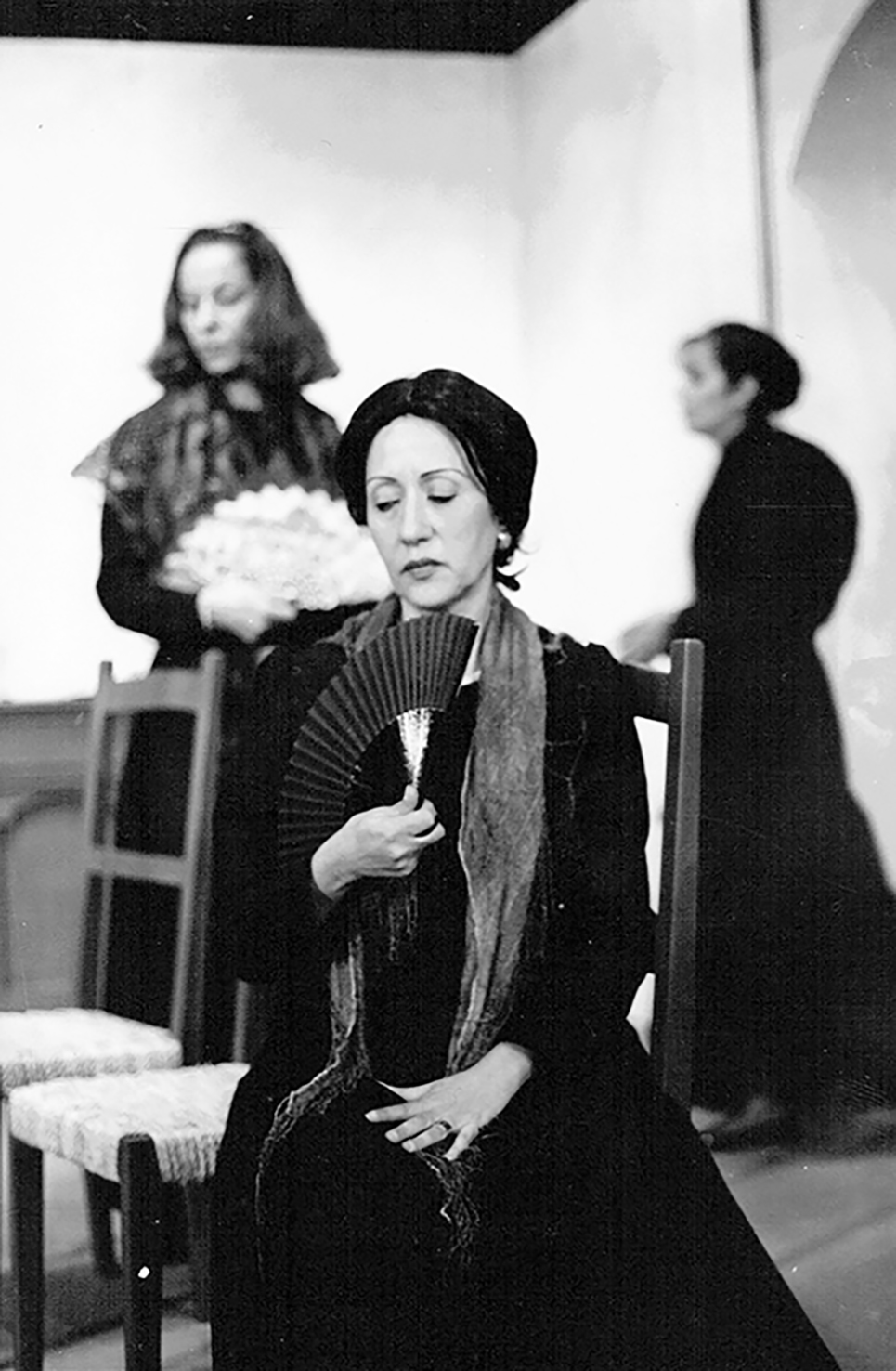
Farida Amrouche dans le pièce La Maison de Bernarda Alba, de Federico Garcia Lorca, mise en scène de Allel El Mouhib, en 1989

- 1996 : En Attendant Dodo de Zermaich, par la troupe Exil Zéro
- 1993 : L'Affrontement de Zahir, mise en scène de l'auteur
- 1992 : Le Chant De La Forêt de Lessia Oukraïnka, mise en scène. Monia Aït El Hadj
- 1991 : El Djouala, Mise en scène de Abdellah Ouriachi
- 1984 : Frère, Tu Es Hors-Jeu, mise en scène Abdellah Ouriachi
- 1982 : Mir Ou Rabi Kbir, mise en scène Abdellah Ouriachi
- 1979 : Si Boulounouar And Co, mise en scène Ziani-Chérif Ayad
- 1972 : Le Cadavre Encerclé de Kateb Yacine, mise en scène Mustapha Kateb
- 1971 : Œdipe Roi mise en scène Allel El Mouhib
- 1971 : Dom Juan ou le Festin de Pierre de Molière, mise en scène Mustapha Kateb
- 1970 : Le Cercle De Craie Caucasien de Bertolt Brecht, mise en scène Hadj Omar
- 1970 : Deux pièces, cuisine de Abdelkader Safiri, mise en scène de l'auteur
- 1968 : Roses Rouges Pour Moi de Sean O'Casey, mise en scène Allel El Mouhib
- 1968 :Le Malade Imaginaire de Molière, mise en scène Habib Reda
- 1967 : La Vie Est Un Songe de Pedro Calderón de la Barca, mise en scène Mustapha Kateb
- 1967 : La Mégère Apprivoisée de William Shakespeare, mise en scène Allel El Mouhib
- 1966 : L'Afrique En Avait Un de Abderrahmane Kaki, mise en scène de l'auteur
- 1966 : Les Vieux de Abderrahmane Kaki, mise en scène de l'auteur
- 1965 : A Chacun Sa Justice de Abderrahmane Kaki, mise en scène de l'auteur
- 1964 : 132 ans de Abderrahmane Kaki, mise en scène de l'auteur
- 1963 : Les Enfants De La Casbah de Abdelhalim Rais, mise en scène Mustapha Kateb

## Cinéma & Télévision
- 2013 : Fièvres de Hicham Ayouch, Nomination Prix du second rôle féminin pour Farida Amrouche aux Trophées Francophones du cinéma 2014.
- 2006 : La Môme, real : Olivier Dahan, Rôle : la grand-mère de Piaf
- 2005 : Munich, réal : Steven Spielberg, Rôle :une victime palestinienne
- 2001 : La Repentie,  réal: Lætitia Masson, Rôle : Mère d'Isabelle Adjani
- 2005 : Central Nuit, réal : Olivier Barma, Rôle Mère Djamila
- 2003 : Avocats et Associés, réal : Patrice Martineau, Rôle : Myriam
- 2001 : Une famille formidable, réal : Joël Santoni, Rôle : Zakia
- 2000 : Joséphine, Ange Gardien, Romain et Djamila, réal: Jacob Berger, Rôle : Leïla
- 2000 : Deux Femmes à Paris, réal: Caroline Huppert, Rôle:"Leila"
- 1999 : Police District, réal : Olivier Chavarot, Rôle : "Mère Doumi"
- 1999 : Suicide D'Un Adolescent, réal : Michaëla Watteaux, Rôle : "Mère de Smaïn"
- 1999 : Le Bahut, Réal: Arnaud Sélignac, rôle : "Mère Dina"
- 1995 : Cauchemar D'un Facteur, de Ahmed Sedjane
- 1993 : Le Dernier Cri de Farouk Mezouane
- 1992 : Rêve Interdit, de Slimane Ben Karsa
- 1991 : El Massir, Feuilleton de Djamel Fezzaz
- 1990 : Coïncidence de Ahmed Sedjane
- 1987 : Les Remparts de Tlemcen  de Mohamed Bouamari
- 1984 : Houria de Sid Ali Mazif
- 1984 : Une Simple Histoire de Farouk Mezouane
- 1983 : Carte De Visite de Jean-Pierre Lledo
- 1980 : Une Femme Pour Mon Fils de Ali Ghalem
- 1979 : Le Défi de Moussa Haddad
- 1979 : Assia, Téléfilm de Mustapha Kateb
- 1979 : Hassan Taxi de Mohamed Slim Riad
- 1978 : Fersoussa Et Le Roi de Djamel Bendeddouche
- 1978 : Les Chats de Abdelghani Mehdaoui
- 1977 : Le Sang Des Libres de Farouk Mezaouane
- 1977 : Khazouini 3 de Mohamed Hilmi
- 1976 : Khazouini 1 & 2 de Mohamed Hilmi
- 1976 : La Femme Aux Deux Visages de Farouk Mezouane
- 1971 : Le Voisin de Benamar Bakhti
- 1970 : Le Sorcier de Mustapha Badie
- 1969 : Pour L'Exemple de Mohammed Badri
- 1969 : El Ghoula de Mustapha Kateb
- 1963 : Monsieur D'Alger de Mustapha Tizraoui